# Vulcano (A 5335)
Il Vulcano (A 5335) è un'unità navale ausiliaria per il supporto logistico (LSS - logistic support ship) della Marina Militare costruita dal cantiere navale Fincantieri di La Spezia. Il progetto della nave, nell’ambito di un programma che prevede la realizzazione di tre unità LSS, è stato inserito fra i programmi dell'OCCAR.

## Storia
Il troncone di prora dell'unità è stato impostato il 13 ottobre 2016 e successivamente varato sullo scalo di alaggio dello stabilimento Fincantieri di Castellammare di Stabia (NA) il 10 aprile 2017, alla presenza del capo di stato maggiore della Marina, l'ammiraglio Valter Girardelli, e del ministro della difesa Roberta Pinotti; mentre i due tronconi poppieri sono stati costruiti nello stabilimento di Riva Trigoso (Genova). Il varo dello scafo completo è avvenuto il 22 giugno 2018 nello stabilimento di Muggiano (La Spezia)
Nella notte del 22 luglio 2018, verso le 10:00 di sera, presso il cantiere navale del Muggiano, un incendio è divampato nella sovrastruttura della nave coinvolgendo soprattutto la plancia di comando. Il giorno seguente Nave Vulcano è stata poi posta sotto sequestro dell'autorità giudiziarie. A seguito dell'evento la consegna dell'unità alla Marina Militare, originariamente prevista per il mese di settembre 2019, è stata posticipata di 12 mesi per permettere il ripristino di tutte le aree e le apparecchiature già installate che sono state coinvolte. 
Il 12 marzo del 2021 è stata consegnata alla Marina Militare.
Il 20 dicembre 2021 è stato firmato il contratto per una seconda unità per la Marina Militare, che sarà costruita nei cantieri di Castellammare di Stabia e consegnata presumibilmente entro il 2025 con il nome di Atlante.
Viene mandata in Medio Oriente in seguito alla guerra Israele-Hamas. Il 3 Dicembre 2023 attracca nel porto egiziano di Al Arish come nave ospedale e si occuperà di curare a bordo decine di feriti palestinesi provenienti dalla Striscia di Gaza.

## Caratteristiche
La nave, destinata a sostituire le unità della classe Stromboli, in servizio dalla fine degli anni settanta e prossime al termine della loro vita operativa, è lunga 193 metri e può assicurare il supporto logistico per un periodo considerevole ad un gruppo navale composto da 4/5 unità maggiori, essendo in grado di trasportare carburante, olio lubrificante, munizioni, cibo e acqua, medicinali e altri materiali per condurre operazioni di rifornimento in mare, assistenza tecnica per attività manutentive di secondo e terzo livello oltre che assistenza medica.
L'apparato motore è del tipo CODLAD (Combined Diesel-Electric and Diesel), con due motori elettrici Marelli Motori da 1,5 MW ciascuno che consentiranno all'unità una velocità fino a 10 nodi, mentre per velocità superiori i motori termici principali 2 motori Diesel MAN 20V32/44CR, da 24 MW, potranno essere utilizzati in parallelo a quelli elettrici, consentendo così all’unità di raggiungere una velocità massima di 20 nodi.
L’unità è dotata di 4 stazioni di rifornimento (2 per ogni lato) in grado di erogare gasolio navale e JP5, oltre che una stazione poppiera per il solo gasolio navale.